# Раунтри, Халил
Халил Раунтри Младший (англ. Khalil Rountree Jr; род. 26 февраля 1990 год, Лос-Анджелес, Калифорния, США) — американский боец смешанного стиля, выступающий под эгидой UFC в полутяжёлой весовой категории. Занимает 4 строчку в официальном рейтинге UFC в полутяжелом весе.

## Биография
Раунтри родился в Лос-Анджелесе в штате Калифорния. Когда ему было два года, его отец Родерик Халил Раунтри был застрелен грабителями во время работы тур-менеджером Boyz II Men.
После года тренировок по ММА Раунтри начал свою карьеру в любительском ММА в 2011 году. Перед боем на UFC 236 против Эрика Андерса Раунтри тренировался в Таиланде, сосредоточившись на муай-тай.

## Карьера в MMA
У Раунтри был рекорд 6-1 в его любительских боях, когда он выступал в среднем весе под знаменами "Tuff-N-Uff" и KOTC.
Раунтри дебютировал на профи в полутяжелом весе на турнире Resurrection Fighting Alliance 15 (RFA) против Ливингстона Лукова 6 июня 2014 года. Раунтри выиграл бой единогласным решением судей.
5 декабря 2014 года Раунтри должен был встретиться с Блейком Трупом в поединке в весе до 190 фунтов на RFA 21. Раунтри выиграл бой нокаутом в первом раунде.
10 апреля 2015 года Раунтри дебютировал в среднем весе против Кэмерона Олсона на RFA 25. Раунтри выиграл бой единогласным решением судей.
Раунтри провел свой последний матч на RFA против Джастина Поленди на RFA 33 11 декабря 2015 года. Раунтри выиграл бой нокаутом в первом раунде.
В апреле 2016 года Раунтри участвовал в качестве бойца в The Ultimate Fighter: Team Joanna vs. Team Cláudia.
В первом бою он встретился с Мухаммедом Дерезом и победил нокаутом.
В бою на выбывание он встретился с Кори Хендриксом и проиграл сабмишном в первом раунде.
Позже в шоу Хендрикс снялся с соревнований из-за травмы шеи, и Дана Уайт решила вернуть Раунтри в полуфинал.
Раунтри встретился с Джошем Стэнсбери и победил нокаутом в первом раунде, чтобы выйти вперед и встретиться с Эндрю Санчесом в финале.
Раунтри дебютировал в UFC 8 июля 2016 года на турнире The Ultimate Fighter 23 Finale за титул TUF в полутяжелом весе против Эндрю Санчеса. Раунтри проиграл бой единогласным решением судей.
В следующем бою Раунтри встретился с Тайсоном Педро на UFC Fight Night: Уиттакер va. Брансон 27 ноября 2016 года. Раунтри проиграл бой удушающим приемом сзади в первом раунде.
В своем третьем бою Раунтри встретился с Дэниелом Джолли на UFC Fight Night: Бермудес vs. Корейский Зомби 4 февраля 2017 года и победил нокаутом в первом раунде.
Раунтри встретился с Полом Крейгом 16 июля 2017 года на UFC Fight Night: Нельсон vs. Понзиниббио.
Он выиграл бой нокаутом в первом раунде.
Ожидалось, что Раунтри встретится с Гекханом Саки 30 декабря 2017 года на UFC 219.
Однако Саки был вынужден сняться с соревнований, сославшись на травму колена, и был заменен Михаилом Алексейчуком.
Раунтри проиграл бой единогласным решением судей, однако после боя выяснилось, что у Алексейчука был положительный результат теста на кломифен, антиэстрогенное вещество. В результате Атлетическая комиссия штата Невада (NAC) официально отменила результат боя и признала его несостоявшимся.
Бой между Раунтри и Гекханом Саки в конечном итоге состоялся на UFC 226 7 июля 2018 года.
Раунтри выиграл бой нокаутом в первом раунде. Этот бой принес ему бонус "Лучшее выступление вечера".
17 ноября 2018 года Раунтри встретился с новичком промоушена Джонни Уокером на UFC Fight Night 140.
Он проиграл бой нокаутом в первом раунде.
Раунтри встретился с Эриком Андерсом 13 апреля 2019 года на UFC 236.
Он выиграл бой единогласным решением судей.
Раунтри встретился с Ионом Куцелабой 28 сентября 2019 года на UFC Fight Night 160. Он проиграл техническим нокаутом в первом раунде.
Ожидалось, что Раунтри встретится с Сэмом Элви 28 марта 2020 года на турнире UFC on ESPN: Нганну vs. Розенстрайк.
Из-за пандемии COVID-19 мероприятие в конечном итоге было отложено.
Несмотря на разговоры о завершении карьеры после несостоявшегося боя с Элви, Раунтри подписал продление контракта с UFC в октябре 2020 года.
Раунтри встретился с Марцином Прачнио 24 января 2021 года на UFC 257 .
Он проиграл бой единогласным решением судей.
Раунтри встретился с Модестасом Букаускасом 4 сентября 2021 года на UFC Fight Night 191.
Он выиграл бой техническим нокаутом во втором раунде.
Раунтри встретился с Карлом Роберсоном 12 марта 2022 года на турнире UFC Fight Night 203.
Раунтри выиграл бой техническим нокаутом во втором раунде. Эта победа принесла ему второй бонус "Лучшее выступление вечера"
Раунтри встретился с Дастином Джейкоби 29 октября 2022 года на UFC Fight Night 213.
Он выиграл бой раздельным решением судей.
Раунтри должен был встретиться с Крисом Докасом 10 июня 2023 года на UFC 289.
Однако 2 июня 2023 года стало известно, что Докас получил травму и был снят с боя.
Бой с Докасом был перенесен на 12 августа 2023 года на UFC on ESPN: Луке  vs. Дус Анжус.
Раунтри выиграл бой техническим нокаутом в первом раунде.
Эта победа принесла ему третий бонус "Лучшее выступление вечера".
Раунтри должен был встретиться с Азаматом Мурзакановым 2 декабря 2023 года на турнире UFC on ESPN 52.
Однако Мурзаканов был снят с турнира, а на замену Мурзаканову вышел Энтони Смит на недельном уведомлении но бой был перенёсен на следующий турнир, UFC Fight Night 233 9 декабря.
Раунтри выиграл бой техническим нокаутом в третьем раунде. Этот бой принес ему четвёртый бонус "Лучшее выступление вечера".

## Титулы и достижения
- Ultimate Fighting Championship
- «Выступление вечера» (четыре раза) против Гекхана Саки, Карла Роберсона, Криса Докаса и Энтони Смита.

- «Лучший бой вечера» (один раз) против Алекса Перейры

- Третий по количеству нокаутов в истории UFC в полутяжелом весе (7)

- Третий по количеству нокдаунов в истории UFC в полутяжелом весе (13)

- Наибольшее количество нокдаунов в бою (4) в истории UFC полутяжёлого веса (против Эрика Андерса)

## Статистика боёв
| Боёв 22         | Побед 15 | Поражений 6 |
| --------------- | -------- | ----------- |
| Нокаутом        | 10       | 3           |
| Сдачей          | 0        | 1           |
| Решением        | 5        | 2           |
| Не состоявшихся | 1        | 1           |

| Результат    | Рекорд   | Соперник           | Способ                        | Турнир                                                      | Дата             | Раунд | Время | Место                        | Примечание |
| ------------ | -------- | ------------------ | ----------------------------- | ----------------------------------------------------------- | ---------------- | ----- | ----- | ---------------------------- | --- |
| Победа       | 15-6 (1) | Джамаал Хилл       | Единогласное решение          | UFC on ABC: Хилл vs. Раунтри                                | 22 июня 2025     | 5     | 5:00  | Баку, Азербайджан            | |
| Поражение    | 14-6 (1) | Алекс Перейра      | TKO (удары)                   | UFC 307                                                     | 5 октября 2024   | 4     | 4:32  | Солт-Лейк-Сити, Юта, США     | Бой за титул чемпиона UFC в полутяжелом весе; Лучший бой вечера» (1)                                                     |
| Победа       | 14–5 (1) | Энтони Смит        | TKO (удары)                   | UFC Fight Night: Сун vs. Гутьеррес                          | 9 декабря 2023   | 3     | 0:56  | Лас-Вегас, Невада, США       | «Выступление вечера» (4)                                                                                                 |
| Победа       | 13–5 (1) | Крис Докас         | TKO (удары)                   | UFC on ESPN: Луке vs. Дус Анжус                             | 12 августа 2023  | 1     | 2:40  | Лас-Вегас, Невада, США       | «Выступление вечера» (3)                                                                                                 |
| Победа       | 12–5 (1) | Дастин Джакоби     | Раздельное решение            | UFC Fight Night: Каттар vs. Аллен                           | 29 октября 2022  | 3     | 5:00  | Лас-Вегас, Невада, США       | |
| Победа       | 11-5 (1) | Карл Роберсон      | TKO (удары)                   | UFC Fight Night: Сантус vs. Анкалаев                        | 12 марта 2022    | 2     | 0:25  | Лас-Вегас, Невада, США       | «Выступление вечера» (2)                                                                                                 |
| Победа       | 10–5 (1) | Модестас Букаускас | TKO (соккер-кик)              | UFC Fight Night: Брансон vs. Тилл                           | 4 сентября 2021  | 2     | 2:30  | Лас-Вегас, Невада, США       | |
| Поражение    | 9–5 (1)  | Марчин Прачнио     | Единогласное решение          | UFC 257                                                     | 24 января 2021   | 3     | 5:00  | Абу-Даби, ОАЭ                | |
| Поражение    | 9–4 (1)  | Ион Куцелаба       | TKO (удары локтями)           | UFC Fight Night: Херманссон vs. Каннонье                    | 28 сентября 2019 | 1     | 2:35  | Копенгаген, Дания            | |
| Победа       | 9–3 (1)  | Эрик Андерс        | Единогласное решение          | UFC 236                                                     | 13 апреля 2019   | 3     | 5:00  | Атланта, Джорджия, США       | |
| Поражение    | 8–3 (1)  | Джонни Уокер       | KO (удар локтем)              | UFC Fight Night: Магни vs. Понзиниббио                      | 17 ноября 2018   | 1     | 1:57  | Буэнос-Айрес, Аргентина      | |
| Победа       | 8–2 (1)  | Гекхан Саки        | TKO (удары)                   | UFC 226                                                     | 7 июля 2018      | 1     | 1:36  | Лас-Вегас, Невада, США       | «Выступление вечера» (1)                                                                                                 |
| Не состоялся | 7–2 (1)  | Михаил Олексейчук  | Не состоялся                  | UFC 219                                                     | 30 декабря 2017  | 3     | 5:00  | Лас-Вегас, Невада, США       | Первоначально Олексейчук одержал победу единогласным решением судей; был отменен после того, как он провалил допинг тест |
| Победа       | 7–2      | Пол Крейг          | KO (удары)                    | UFC Fight Night: Нельсон vs. Понзиниббио                    | 16 июля 2017     | 1     | 4:56  | Глазко, Шотландия            | |
| Победа       | 6–2      | Даниель Долли      | KO (колено)                   | UFC Fight Night: Бермудес vs. Корейский Зомби               | 4 февраля 2017   | 1     | 0:52  | Хьюстон, Техас, США          | |
| Поражение    | 5–2      | Тайсон Педро       | Сдача (удушение сзади)        | UFC Fight Night: Уиттакер vs. Брансон                       | 27 ноября 2016   | 1     | 4:07  | Мельбурн, Австралия          | |
| Поражение    | 5–1      | Эндрю Санчез       | Decision Единогласное решение | The Ultimate Fighter: Команда Джоанна vs. Команда Клаудильо | 8 июля 2016      | 3     | 5:00  | Лас-Вегас, Невада, США       | Вернулся в полутяжелый вес. Финал турнира The Ultimate Fighter 23 в полутяжелом весе                                     |
| Победа       | 5-0      | Джош Стэнсбери     | TKO (удары)                   | The Ultimate Fighter 23                                     | 2 марта 2016     | 1     | 4:15  | Лас-Вегас, Невада, США       | Полуфинальный поединок в полутяжёлом весе                                                                                |
| Победа       | 4–0      | Джастин Поленди    | KO (удар)                     | RFA 33                                                      | 11 декабря 2015  | 1     | 1:42  | Коста-Меса , Калифорния, США | |
| Победа       | 3–0      | Кэмерон Олсон      | Единогласное решение          | RFA 25                                                      | 10 апреля 2015   | 3     | 5:00  | Су-Фолс, Южная Дакота, США   | Дебют в среднем весе::                                                                                                   |
| Победа       | 2–0      | Блейк Труп         | KO (удар)                     | RFA 21                                                      | 5 декабря 2014   | 1     | 0:39  | Коста-Меса, Калифорния, США  | Бой в промежуточном весе (86 кг)                                                                                         |
| Победа       | 1–0      | Ливингстон Лукову  | Единогласное решение          | RFA 15                                                      | 6 июня 2014      | 3     | 5:00  | Калвер-Сити, Калифорния, США | Дебют в полутяжёлом весе                                                                                                 |